# 木下一雄
木下 一雄（きのした かずお、1890年5月27日 - 1989年5月26日）は、日本の教育学者、東京学芸大学名誉教授（倫理学専攻）。東京都出身。

## 来歴
木下順庵の子孫。東京帝国大学卒業。文部省督学官、東京府女子師範学校附属主事、東京府大泉師範学校校長、神奈川師範学校・東京第一師範学校校長などを経て、学制改革により、1949年5月31日、東京青年師範学校や上記第一師範学校など4校を母体として設置された東京学芸大学の初代学長を8年務める。日本教育大学学会会長。東京都教育委員会委員長を8年、学校教育研究所所長、ユネスコ国内委員、全国都道府県教育委員会委員長。
1953年、「江戸時代初期道徳史の一考察」で國學院大學文学博士。儒教風道徳教育を是とし、日教組と対立した。
1989年5月26日午後10時17分に敗血症のため、慶應義塾大学病院で死去。98歳没。

## 著書
- 『女子の哲学』新生社、1922
- 『哲学 知を愛するもの』婦人文化協会、1925
- 『西洋家族史』目黒書店　1928　茗渓会パンフレツト
- 『現代哲学要論』培風館、1929
- 『幼稚園実際的保育学』東京保姆専修学校出版部、1930
- 『希臘倫理史』目黒書店、1933
- 『新倫理学概論 附篇・カント哲学梗概』明治図書　1935
- 『日本道徳学』培風館、1937
- 『武教主義教育』培風館、1940
- 『教育倫理学』東洋館出版社　1953
- 『現代道徳教育の展開』新思潮社　1957
- 『易学実践教本』実業之日本社　1970
- 『若き母に贈る 教育に愛と,意気と,そして英知を』三晃書房　1973
- 『真人間・幸福への招待 人間の尊厳尊き人生!』日本カルチャーセンター　1985
- 『新講易経 人間性の開発・人格の完成』野間教育研究所　1989

## 共著・編
- 『地理教授の実際案 教案中心』山本幸雄共著　弘道館　1917-19
- 『道徳教育に統合せる生活記録の学級経営』編　牛山堂、1936

## 翻訳など
- ワルター・クルーゲ『新独逸の教育詩情より導かるゝ修身教授』訳著　モナス、1924　世界教育教授新潮叢書
- シヨーペンハウエル『人間相愛の道徳 原名・道徳の基礎』教育研究会、1924
- ホルマン『丁抹の国民教育と国民大学』永野芳夫編　モナス、1926　世界教育教授新潮叢書
- ヒユエイ読方の心理学』モナス、1927
- 木下順菴『錦里文集 前編』校訳　1953　岩波文庫

## 参考
- デジタル版 日本人名大辞典+Plus『木下一雄』 - コトバンク
- 木下一雄「教育は日教組のものではない」経済往来 1958-10